# Kaple Nalezení svatého Kříže (Teplice)
Kaple Nalezení svatého Kříže v Teplicích tzv. „Seumeho kaple“ je jednoduchou barokní sakrální stavbou, která stojí na bývalém teplickém hřbitově v Havlíčkových sadech v klínu mezi ulicemi Lípová, U Císařských lázní a Poštovní, a domy na severní straně Laubeho náměstí. Od roku 1964 je kaple chráněna jako kulturní památka.

## Historie
Kaple byla postavena teplickým zednickým mistrem Kristianem Laglerem v letech 1728–1730 na místě starší kaple z roku 1693. Kaple byla původně kaplí hřbitovní a kolem ní se rozkládal starý teplický hřbitov, který byl dříve za městem a nahradil původní hřbitov uvnitř města, u děkanského kostela sv. Jana Křtitele, který byl zrušen roku 1760. Od té doby nový hřbitov sloužil jako pohřebiště teplických měšťanů až do zrušení hřbitova v roce 1863–1864. Po zrušení hřbitova zanikla i jeho ohradní zeď a všechny náhrobky. Prostor byl upraven na park. Bývalá hřbitovní kaple Nalezení sv. Kříže náležela dále římskokatolické církvi a sloužila k příležitostným bohoslužbám. Po II. světové válce byl v kapli umístěn depozitář teplického muzea. V roce 1996 získala kapli do dlouhodobého pronájmu Církev řeckokatolická. Následně byl objekt, který se nacházel ve špatném technickém stavu (v presbytáři se nacházely pouze dvě parkové lavičky a interiér ohrazený mříží v křídlech vstupních dveří byl silně zdevastován) nabídnut městu Teplice, které ho odkoupilo a zrekonstruovalo do současné podoby. Kapli spravuje Regionální knihovna Teplice a pořádá v ní výstavy a koncerty. Spolu s teplickou farností pak pořádá každoroční Noc kostelů. Z původního hřbitova zůstaly zachovány pouze dva hroby: německého básníka Johanna Gottfrieda Seuma a teplického purkmistra, ve své době známého hudebního skladatele Josefa Matyáše Wolframa.

## Architektura

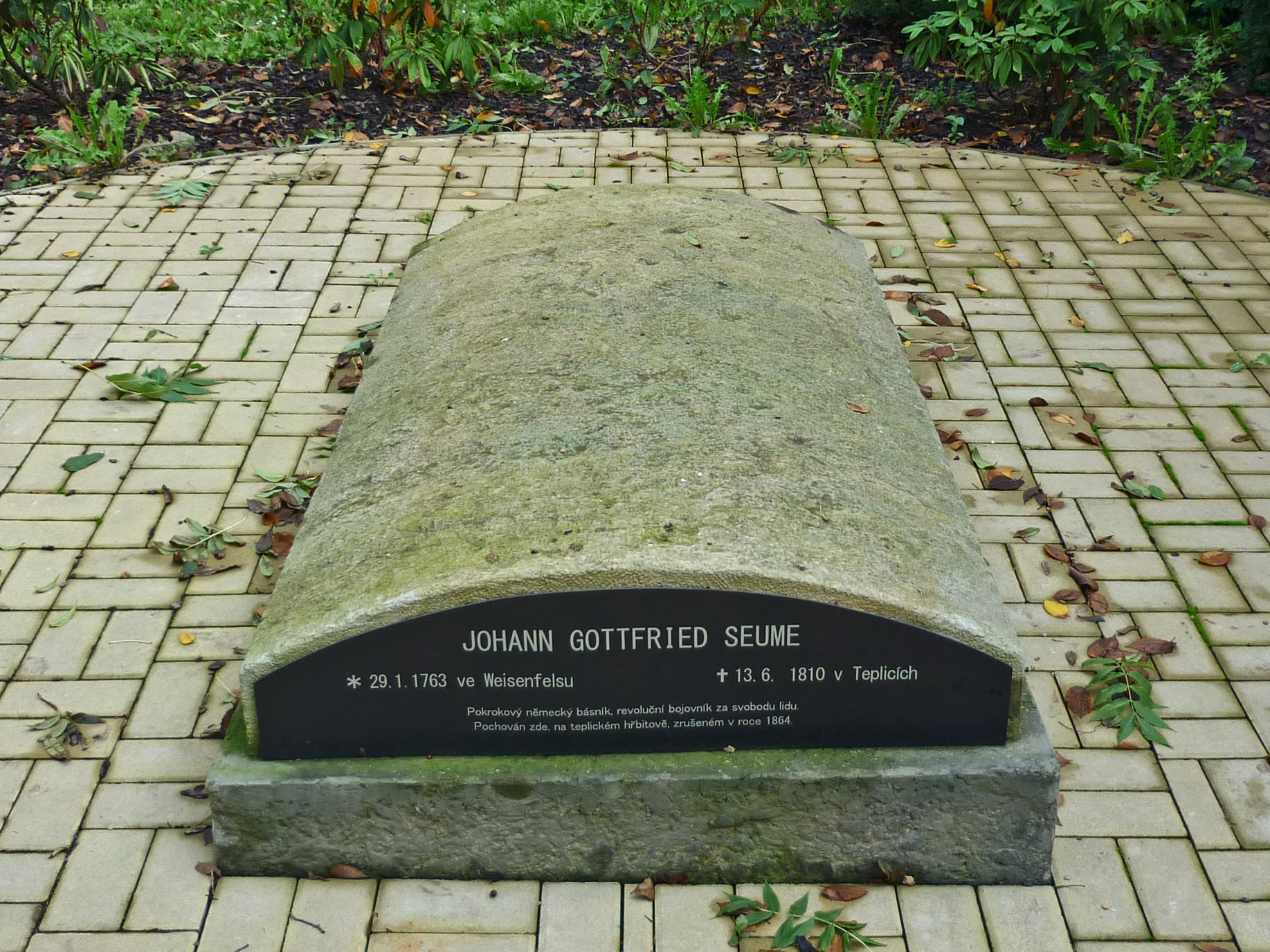
Náhrobník J.G. Seuma

Kaple je drobnou, jednolodní, pravoúhle zakončenou stavbou s odsazeným obdélným závěrem a sanktusníkem, orientovaná k východu. Na průčelí se nalézají pilastry, štítový nástavec s volutami a dvě bronzové desky se jmény důstojníků spojeneckých armád, kteří zemřeli na následky zranění v bitvě u Chlumce a Přestanova 29.–30. srpna 1813, a byli zde pohřbeni. Presbytář má valenou klenbu s lunetami. Před kaplí, v západním čele parku, je pak náhrobník básníka J.G. Seuma z roku 1895 od H. Kühna, který je autorem reliéfu, a Fr. Lauba, který vypracoval jeho architektonické řešení.